# Luka nad Jihlavou
Luka nad Jihlavou är en köping i Tjeckien.   Den ligger i regionen Vysočina, i den centrala delen av landet, 120 km sydost om huvudstaden Prag. Luka nad Jihlavou ligger 447 meter över havet och antalet invånare är 2 586.
Terrängen runt Luka nad Jihlavou är huvudsakligen platt, men åt sydost är den kuperad. Luka nad Jihlavou ligger nere i en dal.Runt Luka nad Jihlavou är det ganska glesbefolkat, med 45 invånare per kvadratkilometer. Närmaste större samhälle är Jihlava, 8,4 km väster om Luka nad Jihlavou. Omgivningarna runt Luka nad Jihlavou är en mosaik av jordbruksmark och naturlig växtlighet.